# Naya Tapper
Naya Tapper, född 3 augusti 1994, är en amerikansk rugbyspelare. Hon ingick i det amerikanska lag som tog brons i sjumannarugby vid OS 2024 i Paris.